# シザーズ (マニューバ)

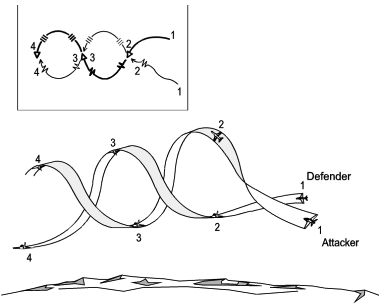
ローリング・シザーズ

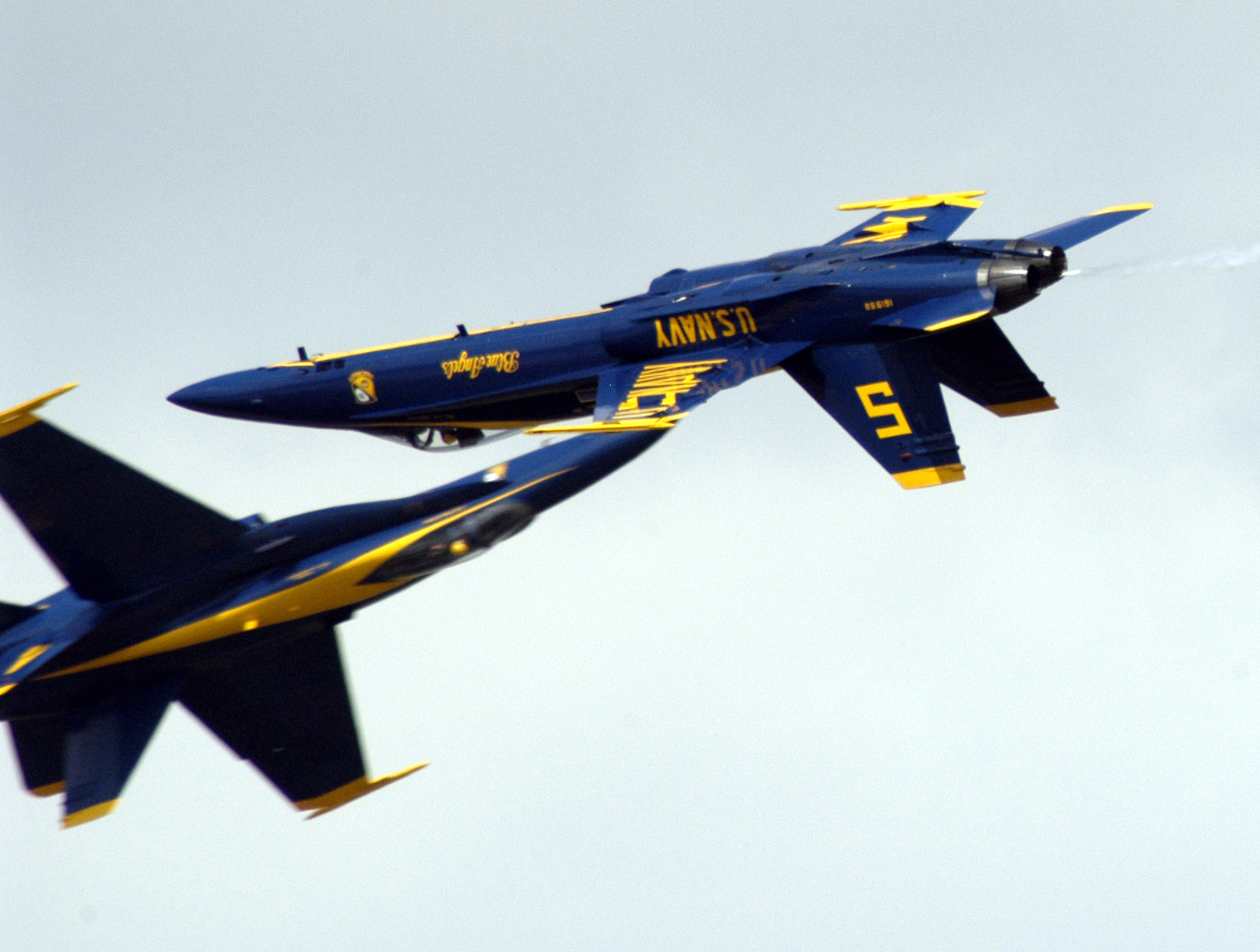
ブルーエンジェルスによるシザーズ・クロス

シザーズ（scissors）とは、航空機（主に戦闘機やアクロバット機）が空中で行う機動（マニューバ）の一つ。二機の航空機が並行に飛行しながら急旋回による蛇行を行った結果、双方の飛行軌跡が交錯している状態を指す。特に双方の飛行軌跡が捩じれ合うシザーズを、ローリング・シザーズ(Rolling scissors)という。
空対空戦闘において、戦闘機同士が互いに相手の背後を捉えようとして急旋回による蛇行を繰り返す両機の機動が鋏（scissors）の開閉運動に似ていることからこの名が付いた。
競って飛行している相手より前に出てしまうと背後から撃たれるため、相手より飛行速度を落としたり、急旋回による蛇行距離を稼いだりして、互いに相手を前に出そうとする。垂直方向に上昇しながらのシザーズでは先に上昇限界に達する機体が相手より早く失速するので不利になり、水平方向でのシザーズでは旋回半径の大きい機体が相手に内側に回りこまれるので不利となる。
具体的な空中戦闘機動としては、ブレイクにより敵機をオーバーシュートさせた直後にローリングで後背を奪おうとした際、防御機動として同様にローリングを行った敵機とともにローリング・シザースの構成がなされる。
曲技飛行の演目には両機が対向するローリング・シザーズ（シザーズ・クロス）もあり、ブルーエンジェルスでは至近距離で交差するシザーズ・クロスを演目の一つとしている。